# Ижмаринское княжество
Ижмари́нское кня́жество (Пижанское княжество; луговомар. Иж Марий кугыжаныш, Пыжанъю кугыжаныш) — одно из крупнейших марийских протофеодальных образований.

## История
Образовано северо-западными марийцами на отвоёванных в результате марийско-удмуртских войн удмуртских землях в XIII веке. Первоначальный центр — Ижевское городище, когда границы доходили на севере до реки Пижмы. В XIV-XV веках марийцы были потеснены с севера русскими поселенцами. С падением геополитического противовеса влиянию России Казанского ханства и приходом русской администрации княжество прекратило своё существование. Северная часть вошла как Ижмаринская волость в состав Яранского уезда, южная — как Ижмаринская волость в состав Алатской дороги Казанского уезда. Часть марийского населения в нынешнем Пижанском районе проживает до сих пор к западу от Пижанки, группируясь вокруг национального центра деревни Мари-Ошаево. В среде местного населения зафиксирован богатый фольклор периода существования княжества — в частности, о местных князьях и богатыре Шаеве.

## Территория
Включало земли в бассейнах рек Иж, Пижанка и Шуда площадью около 1 тыс. км². Столица — Пижанка (известна в русских письменных источниках только с момента построения церкви в 1693).